# Aristides Moreira da Mota
Aristides Moreira da Mota (Ponta Delgada, 12 de Julho de 1855 — Ponta Delgada, 1 de Maio de 1942), foi um político, advogado e professor liceal português. Foi um dos mais activos promotores da autonomia açoriana e o autor do projecto legislativo que serviu de catalisador ao processo que levou à promulgação do Decreto de 2 de Março de 1895, que concedeu autonomia administrativa aos distritos açorianos que a solicitassem, sendo presidente do ministério de Lisboa o micaelense Ernesto Rodolfo Hintze Ribeiro.

## Biografia
Aristides Moreira da Mota nasceu em Ponta Delgada a 12 de Julho de 1855, filho de António Augusto da Mota Frazão, professor do Liceu Nacional de Ponta Delgada, e de Francisca Ermelinda Moreira da Câmara. O seu irmão Dinis Moreira da Mota, engenheiro, também foi deputado autonomista.
Destinado a seguir a carreira da advocacia, fez os estudos preparatórios em Ponta Delgada, matriculando-se de seguida na Universidade de Coimbra, da qual obteve o grau de bacharel em Direito no ano de 1880. Em Coimbra foi condiscípulo de Luís Cipriano Coelho de Magalhães, forjando uma amizade que os acompanharia durante as suas carreiras políticas.
Regressando a Ponta Delgada, iniciou a sua carreira de advocacia, que manteria durante 40 anos, granjeando rapidamente notoriedade e importante clientela. Casou em 1881 com Maria Luísa Botelho Riley, ingressando pouco depois na docência, assumindo o cargo de professor de Filosofia, História e Geografia no Liceu Nacional de Ponta Delgada.
Posicionando-se na esquerda liberal da altura, em 1882 presidiu às comemorações locais do centenário da morte de Sebastião José de Carvalho e Melo, o marquês de Pombal, figura então pouco aceite no meio católico e conservador micaelense. Travou amizade com Antero de Quental, de cujas ideias filosóficas comungou. Escreveu no jornal radical República Federal, editando em 1883 o seu próprio, embora efémero, periódico, intitulado a Gazeta Açoriana.
A partir de 1884 inicia uma carreira política que o levará a ocupar diversos cargos e a obter grande notoriedade, afirmando-se como um dos mais notáveis políticos açorianos de finais do século XIX.
A nível local, foi Presidente da Câmara Municipal, de 1884 a 1889, exercendo ainda a presidência em substituição, por dois meses apenas, no ano de 1890, e provedor da Santa Casa da Misericórdia de Ponta Delgada, de 1892 a 1893. Durante o seu mandato como provedor foi inaugurado o Internato João Francisco Cabral. Em 1901 foi co-fundador do instituto de caridade Século XX.
Tendo ingressado em 1888 no Partido Regenerador, foi eleito nas suas listas deputado pelo círculo de Ponta Delgada, para a legislatura de 1890-1892, prestando juramento na Câmara dos Deputados a 3 de Maio de 1890.
Na Câmara dos Deputados abraça as mais importantes causas açorianas da época, com destaque para o problema da indústria do álcool de batata-doce e do regime fiscal que lhe era aplicável. Paralelamente, intervém em questões relacionadas com a organização judicial e as questões das custas em processos orfanológicos.
Desencadeado o movimento autonomista em São Miguel, apresenta nas Cortes, a 31 de Março de 1892 de um avançado projecto de lei que concedia uma ampla autonomia administrativa aos distritos açorianos. As Cortes foram dissolvidas sem que o projecto fosse discutido, mas a sua apresentação catalisou o movimento autonomista e forçou a aprovação, em regime ditatorial pois o Parlamento estava dissolvido na altura, do Decreto de 2 de Março de 1895, que, embora de forma bem menos ousada, abriu a possibilidade dos distritos dos Açores desfrutarem de alguma autonomia.
Muitos dos aspectos do referido projecto de lei só foram concretizados pelo regime de autonomia constitucional posterior à Revolução dos Cravos.
Com a dissolução do Parlamento, ocorrida a 2 de Abril de 1892, regressa a Ponta Delgada, dedicando-se intensamente à campanha autonomista, da qual se assume como um dos principais paladinos. Com Gil Mont’Alverne de Sequeira, Caetano de Andrade Albuquerque Bettencourt, 1.º conde de Fonte Bela, conde de Jácome Correia, Duarte de Andrade Albuquerque Bettencourt, Francisco Pereira Lopes de Bettencourt Ataíde, José Maria Raposo de Amaral, Luís Soares de Sousa e Manuel Jacinto da Ponte formou a 1.ª Comissão Autonómica de Ponta Delgada, distinguindo-se como seu presidente e principal mentor político.
Conquistada a autonomia administrativa para o distrito de Ponta Delgada, pelo decreto de 2 de Março de 1895, dedica-se à administração das novas instituições, sendo vice-presidente (1896 a 1898) e presidente (1902 a 1903) da Junta Geral. Voltou a presidir à Junta Geral no ano de 1926.
Em 1904 abandona o Partido Regenerador, acompanhando na cisão franquista o seu amigo Luís Cipriano Coelho de Magalhães, com o qual ingressa no novo Partido Regenerador Liberal. Como líder na ilha de São Miguel do novo partido, concorre às eleições gerais de 19 de Agosto de 1906, sendo eleito deputado pelo círculo de Ponta Delgada e prestando juramento a 2 de Outubro do mesmo ano.
Assumindo em 1907 a liderança da bancada do seu partido, desenvolveu grande actividade parlamentar, destacando-se nas questões relacionadas com a liberdade de imprensa, a viticultura e as questões sociais, nomeadamente os direitos laborais e o descanso semanal.
Em 6 de Março de 1907 apresentou um projecto de lei sobre os pequenos casais-família, inspirado nas ideias de Joaquim Pedro de Oliveira Martins, que não sendo então aprovado, foi recuperado mais tarde pelo Estado Novo.
Exerceu as funções de Governador Civil do Distrito Autónomo de Angra do Heroísmo no período de 4 de Novembro de 1907 a 15 de Fevereiro de 1908, num momento conturbado da vida política local resultante da impopularidade do governador que o antecedeu.
Participou activamente nos movimentos autonomistas posteriores à implantação da República, regressando à actividade partidária, que entretanto abandonara, em 1918, fundando o Partido Regionalista, de tendência conservadora, reunindo sobretudo monárquicos e republicanos conservadores, como José Bruno Carreiro, e tendo, em colaboração com o coronel Feliciano António da Silva Leal, importante papel nos trabalhos preparatórios do Decreto n.º 15 035, de 16 de Fevereiro de 1928, que veio substituir o regime autonómico instaurado pelo Decreto de 2 de Março de 1895. No entanto, o ministro das Finanças, António de Oliveira Salazar, veio a coarctar este decreto, logo em seguida.
Com a consolidação do Estado Novo, abandona a vida política, mas nem por isso deixou de manifestar a sua oposição ao novo regime. Numa carta endereçada ao seu amigo Luís de Magalhães, datada de 1934, escreveu: "Nutro profunda antipatia pela ideologia salazariana, posto que tenha uma profunda admiração pelo seu talento e técnica financeiros, antipatia que se baseia no desprezo que essa ideologia vota à personalidade humana individual, como se a personalidade humana não fosse o constituinte último e indispensável da família, da profissão, etc." 
Casou com Maria Luísa Botelho Riley (12 de Março de 1861 - ?), irmã de sua cunhada e filha de pai Inglês.
Faleceu em Ponta Delgada a 1 de Maio de 1942. Na Galeria dos Autonomistas, instalada no Palácio da Conceição, existe um busto de Aristides Moreira da Mota. A cidade de Ponta Delgada, por deliberação camarária de 8 de Janeiro de 1944, dedica-lhe uma das suas ruas, a Rua Aristides Moreira da Mota (a antiga 1.ª Rua do Conde).